# محطة قطار حوتسوت همفراتس
محطة قطار حوتسوت همفراتس (بالعبرية: תחנת הרכבת חוצות המפרץ) هي محطة قطار للركاب في شبكة خطوط السكك الحديدية الإسرائيلية تخدم منطقة حيفا والكريوت شمالي إسرائيل. تخدم المحطة بشكل رئيسي المنطقة الصناعية في خليج حيفا. توجد بجانب المحطة ورشات ومكاتب لشركة قطار إسرائيل. تقع المحطة على الخط الساحلي بجوار مركز التسوق حوتسوت همفراتس وهو مجمع المتاجر المكشوف الأكبر في إسرائيل. كما تقع المحطة أيضًا قرب مطار حيفا والكلية التكنولوجية للقوات الجوية ومصافي النفط.

## تاريخ
تم التوقيع على اتفاقية بناء المحطة في عام 1998 بين شركة قطار إسرائيل ومالكو مركز التسوق «حوتسوت همفراتس» يولي عوفر وشركة أشتروم. أُقيمت المحطة على مساحة أربعة دونمات يمتلكونها بتكلفة 6.5 مليون شيكل وبتمويلٍ كامل من رواد الأعمال. كما مولوا بناء جسر مشاة يصل إلى مركز التسوق. كانت هذه هي المحطة الثانية التي تم إنشاؤها بهذه الطريقة (الأولى هي المحطة التالية إلى الجنوب - محطة قطار مركزيت همفراتس). بدأت المحطة العمل في 13 أكتوبر 2001 وافتتحت باحتفال رسمي بعد ثلاثة أيام.
في السابق خدمت المنطقة «محطة قطار كيشون»، والتي كانت مجرد نقطة توقف متفق عليها لتوقف القطارات لغرض تحميل وإنزال الركاب (بدون رصيف أو مبنى محطة). أُلغيت محطة كيشون بعد افتتاح محطة حوتسوت همفراتس بسبب صغر المسافة بينهما. (كانت تقع كيشون على بعد 700 متر جنوب حوتسوت همفراتس).
في 16 يوليو 2006 في خضم حرب لبنان الثانية، توقفت حركة القطارات في المحطة جراء سقوط صاروخ كاتيوشا على مرائب القطارات في وسط حيفا مما أسفر عن مقتل ثمانية من عمال السكك الحديدية الإسرائيلية. فقط في 14 أغسطس (عند نهاية الحرب)، استؤنفت حركة القطارات إلى المحطة.

## تصميم
في المحطة سكة حديد مزدوجة؛ سكة شرقية ملاصقة لرصيف 1 للقطارات المتجهة جنوبًا، وسكة غربية ملاصقة لرصيف 2 للقطارات المتجهة شمالًا. في المحطة رصيفين جانبيين يربطهما ممر تحت الأرض. يُمكن الدخول إلى المحطة والخروج منها من خلال صالة الركاب الملاصقة لرصيف 1. التصميم الخارجي للمحطة مشابه جدًا لمركز التسوق المجاور (الفتحات المربعة باللونين الأصفر والأبيض، والسقيفة المقوسة الحمراء). يأتي هذا التشابه من حقيقة أن مالكو مركز التسوق هم الذين مولوا بناء المحطة.

## خطوط

### حافلات
| الشركة | الخط | المسار | ملاحظات |
| ------ | ---- | --- | ------- |
| إيجد   | 15   | محطة قطار حوتسوت همفراتس - حوتسوت همفراتس - الملعب - كريات حاييم الغربية - كريات يام، كريات يام ب - ألموجيم - كريات موتسكين، حديقة حيوانات حي بارك - مفرق صبار - كريات بياليك، مجمع هكريون - طريق عكا - محطة الكريوت المركزية | ♿      |
| إيجد   | 21   | محطة قطار حوتسوت همفراتس - حوتسوت همفراتس - كريات آتا، إيكيا - زوفلون - كريات آتا مركز - غفعات آتا - كريات بنيامين - نفيه أفرهام                                                                                              | ♿      |
| كافيم  | 631  | محطة قطار حوتسوت همفراتس - مجمع سينمول - مبدل ياجور - مفرق يوكنعام عيليت - حريش |         |

### قطارات
خلال معظم ساعات النهار هناك ثلاثة قطارات في الساعة في كل اتجاه، منها قطارين يستمران إلى تل أبيب وواحد ينهي رحلته في محطة حيفا حوف هكرمل.

## وصلات خارجية
- محطة قطار حوتسوت همِفراتس في الموقع الرسمي لقطار إسرائيل.